# Faysal Shayesteh
Faysal Shayesteh (dari: فیصل شایسته) est un footballeur international afghan né le 10 juin 1991 à Kaboul. Il évolue au poste de milieu de terrain au Sreenidi Deccan FC.

## Biographie

### En club
Il commence le football au FC Twente. En 2010, il s'engage avec le SC Heerenveen mais il n'apparaît jamais avec les pros et quitte le club à l'hiver 2013.
Il rejoint le PFK Etar 1924 en A PFG pour finir la saison. Il fait sa première apparition le 2 mars lors d'une victoire 2-1 contre le PFK Montana. Il marque son unique but le 3 mai lors d'une défaite 2-1 face à l'OFK Botev Vratsa. À l'issue du championnat, il quitte le club qui termine en dernière position.
Après trois mois sans club, il rejoint Songkhla United en Thai League 1. Il joue son premier match le 22 février 2014 lors d'une défaite 3-0 contre Buriram United. Le 21 juin, lors d'une victoire 3-2 contre le Suphanburi FC, il inscrit un doublé. Le club est relégué en Thai League 2 mais il décide de rester. Il quitte le club en janvier 2016.
En juillet 2016, il s'engage avec le Pahang FA qui évolue en Liga Super Malaysia. Il y marque son unique but lors de son dernier match, le 22 octobre contre le Terengganu FA (match nul 1-1).
En janvier 2017, il rejoint le Paykan FC pour six mois et devient le premier afghan à évoluer en Persian Gulf Pro League. Il ne joue qu'une minute le 14 février contre l'Esteghlal Khuzestan (victoire 4-3).
En novembre 2017, il s'engage avec le Gokulam Kerala FC en I-League mais ne joue aucun match.
En juin 2018, il retourne en Thai League 2 du côté du Lampang FC. Il marque son seul but le 27 juin contre le Salaeng FC en Thai FA Cup (victoire 12-0).
En décembre 2018, il rejoint le Air Force United FC, qui évolue dans la même division, pour une durée de six mois.
En juillet 2019, il revient au Lampang FC pour y terminer la saison. Il quitte le club en janvier 2020.
En août 2020, il retourne aux Pays-Bas du côté du VV Duno dont l'entraîneur est Anoush Dastgir, également sélectionneur de l'équipe d'Afghanistan. Il fait ses débuts le 29 août en Coupe des Pays-Bas face au VV UNA (défaite 3-1).

### En équipe nationale

#### Pays-Bas
Il compte trois sélections avec les Pays-Bas -15 ans. La première survient le 6 décembre 2005 face à l'Irlande (victoire 3-1).

#### Afghanistan
Il honore sa première sélection en équipe d'Afghanistan le 13 avril 2014, lors d'un match amical contre le Kirghizistan (0-0). Il marque son premier but en sélection le 14 mai 2014 lors d'un match amical face au Koweït (défaite 3-2).
Il participe ensuite à l'AFC Challenge Cup 2014 et Championnat d'Asie du Sud 2015.

#### Buts en sélection
| N° | Date             | Lieu                                                       | Adversaire   | Score | Résultat | Compétition                                                     |
| -- | ---------------- | ---------------------------------------------------------- | ------------ | ----- | -------- | --------------------------------------------------------------- |
| 1. | 14 mai 2014      | Al Kuwait Sports Club Stadium, Koweït, Koweït              | Koweït       | 2–3   | 2-3      | Amical                                                          |
| 2. | 22 mai 2014      | Addu Football Stadium, Addu City, Maldives                 | Turkménistan | 3–1   | 3-1      | AFC Challenge Cup 2014                                          |
| 3. | 29 mai 2015      | Stade national du Laos, Vientiane, Laos                    | Laos         | 1–0   | 2-0      | Amical                                                          |
| 4. | 13 octobre 2015  | Al-Seeb Stadium, Sib, Oman                                 | Syrie        | 2–3   | 2-5      | Éliminatoires de la Coupe du monde de football 2018 : zone Asie |
| 5. | 24 décembre 2015 | Trivandrum International Stadium, Thiruvananthapuram, Inde | Bangladesh   | 2–0   | 4-0      | Championnat d'Asie du Sud de football 2015                      |
| 6. | 28 décembre 2015 | Trivandrum International Stadium, Thiruvananthapuram, Inde | Maldives     | 1–0   | 4-1      | Championnat d'Asie du Sud de football 2015                      |
| 7. | 31 décembre 2015 | Trivandrum International Stadium, Thiruvananthapuram, Inde | Sri Lanka    | 5–0   | 5-0      | Championnat d'Asie du Sud de football 2015                      |
| 8. | 23 mars 2019     | Stade national Bukit Jalil, Kuala Lumpur, Malaisie         | Malaisie     | 1–0   | 1-2      | Amical                                                          |
| 9. | 14 juin 2022     | Salt Lake Stadium, Calcutta, Inde                          | Cambodge     | 1–0   | 2-2      | Troisième tour des éliminatoires de la Coupe d'Asie 2023        |

## Palmarès
- Championnat d'Asie du Sud
  - Finaliste : 2015